# George Paul

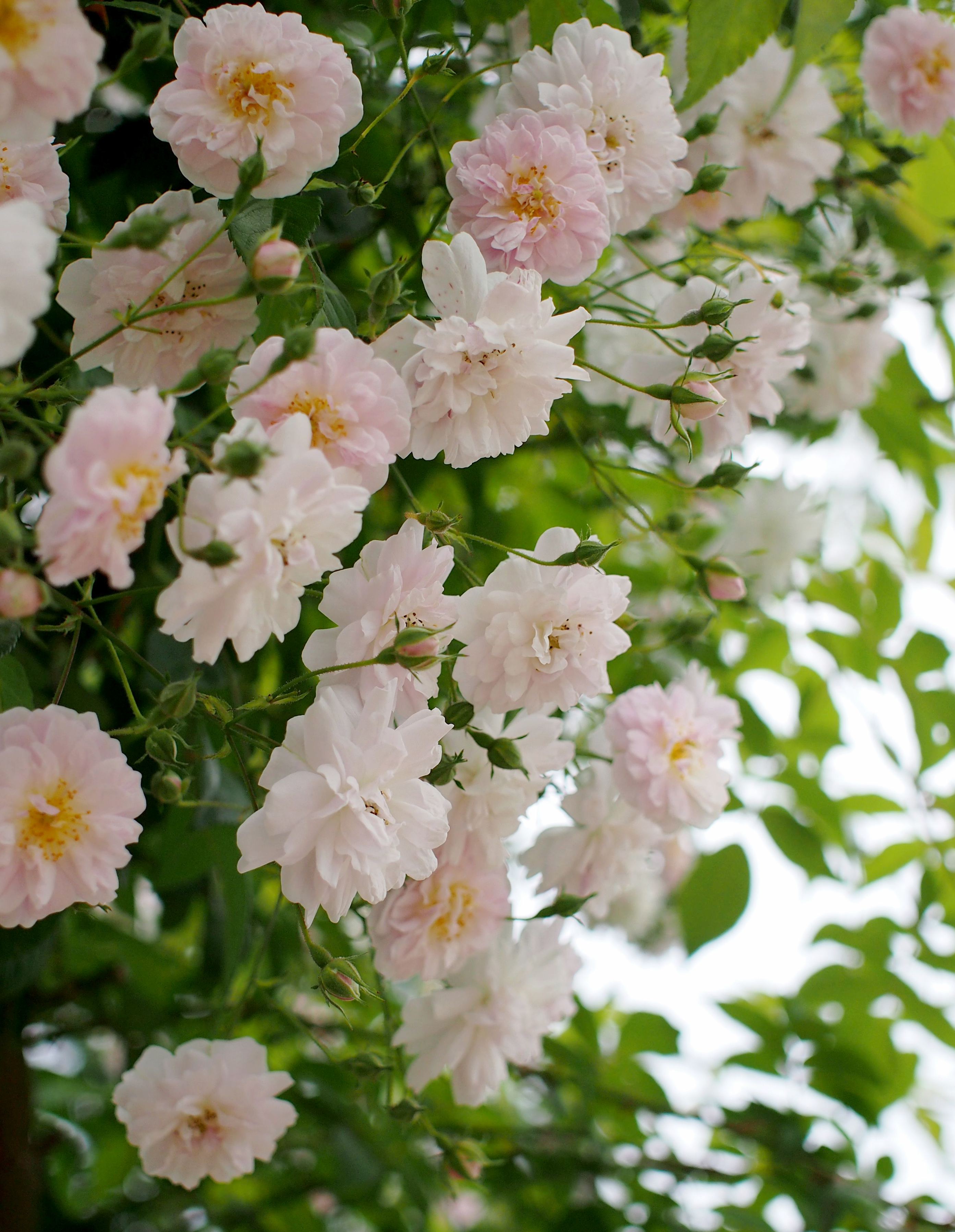
Die berühmte Rambler-Rose 'Paul’s Himalayan Musk' (1916) von George Paul

George Paul (auch: George Paul jr.; * Dezember 1841 in Cheshunt (?); † 19. September 1921) war ein englischer Rosenzüchter und Mitglied einer bekannten Rosenzüchterfamilie.

## Leben
Er war ein Sohn von George Paul senior (1810–1867), dem älteren Bruder des bekannten Rosenzüchters und Autors William Paul (1822–1905). Bereits sein Großvater Adam Paul (* 12. Mai 1780–1847), hatte 1806 eine Gärtnerei in Cheshunt gegründet (oder erworben?), die von 1847 bis 1860 von den Brüdern George Paul senior und William Paul unter dem Namen „A. Paul & Son“ weitergeführt wurde. Im Jahr 1860 trennten sich jedoch sein Vater und sein Onkel offiziell: William gründete ein eigenes Unternehmen in Waltham Cross, während das (groß-)väterliche Unternehmen in Cheshunt in der Hand von George senior blieb.

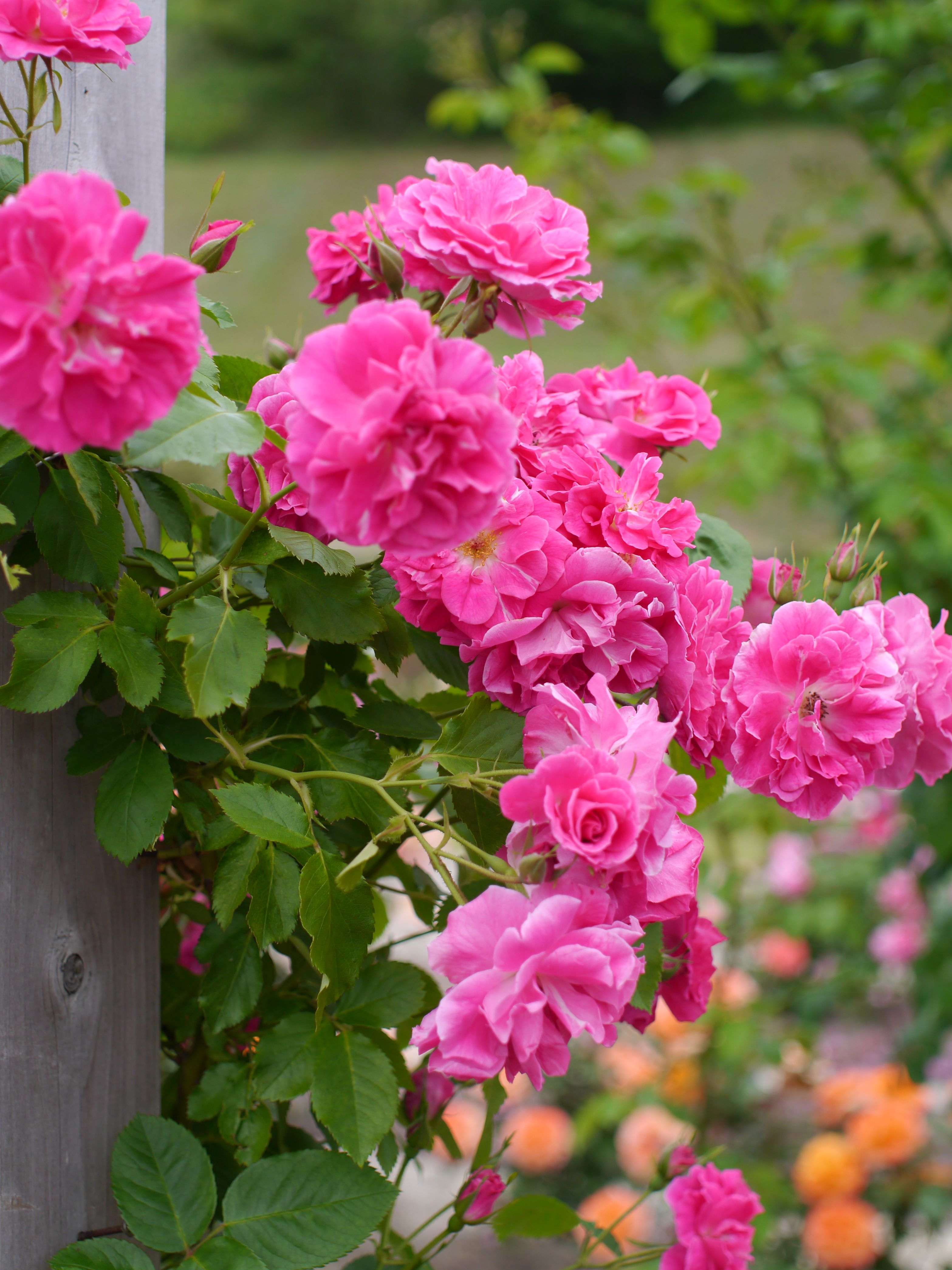
'The Wallflower', 1901

Nach dem Tode seines Vaters im Jahr 1867 übernahm der jüngere George Paul den großväterlichen Betrieb und entwickelte sich in den folgenden Jahrzehnten zu einem der bedeutenden englischen Rosenzüchter seiner Zeit. Seine 1872 eingeführte kirschrote Rose 'Cheshunt Hybrid' gilt als erste englische Teehybride; es handelte sich um eine Kreuzung aus den französischen Sorten 'Madame de Tartas' und 'Prince Camille de Rohan'.
Seiner Frau widmete er 1891 die rosa bis weiß blühende Bourbon-Rose 'Mrs. Paul', die ein Sämling der berühmten Rose 'Madame Isaac Pereire' (Garçon, 1876) ist.
Überlebt haben auch George Paul’s rote Remontant-Rosen 'John Bright' (1878) und 'Charles Gater' (1893), sowie die kirschrote bis -rosa Polyantha-Rose  
'Liliput' (1897).
Nach George Paul ist die weiße Rugosa-Hybride Rosa x paulii benannt, die er 1903 herausbrachte; sie ist auch bekannt als Rosa rugosa 'Repens Alba'.

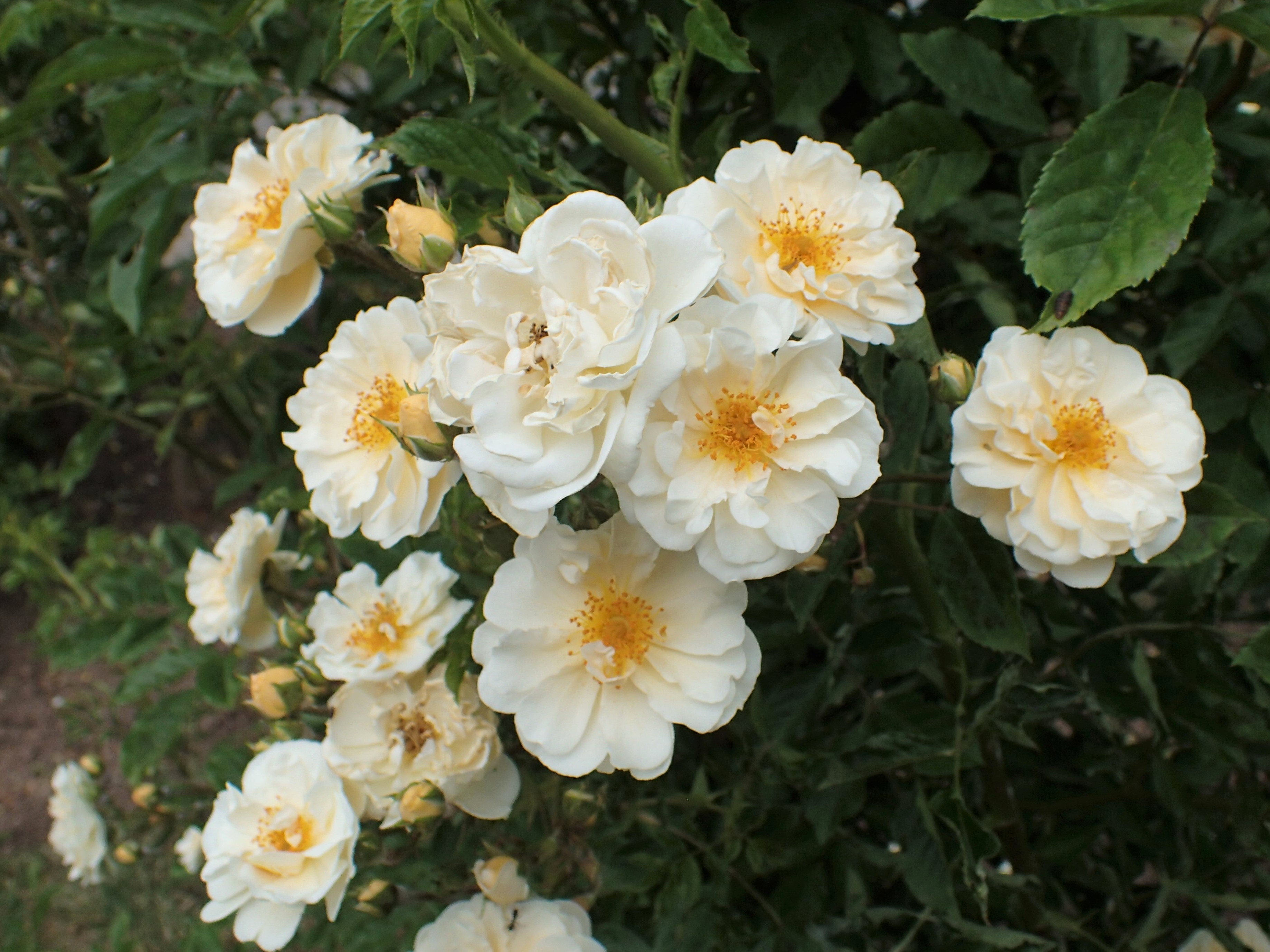
'Goldfinch', 1907

Einige außerordentlich schöne Multiflora-Hybriden von Paul sind noch heute (Stand 2023) berühmt, wie die pfirsich-rosa 'Psyche' (1898), die leuchtend karmin-pink-farbene 'The Wallflower' (1901), die rosafarbene 'Paul’s Tea-Rambler' (1902) und die hell-goldgelbe bis weiße Sorte 'Goldfinch' (1907).
1912 brachte er die weiß-rosa Moschus-Hybride 'Queen of the Musks' heraus, 1915 die zart-zitronengelbe kletternde Teehybride 'Paul’s Lemon Pillar' und im Jahr darauf die spektakulär schöne und nach wie vor beliebte Ramblerrose 'Paul’s Himalayan Musk', die ein Meer zartrosa bis weißer Blüten hervorbringt.
Eine seiner letzten Schöpfungen ist die Sorte 'Dresden China' von 1921, deren dunkelrosa Blüten in der Mitte oft heller sind; diese Sorte wurde 1960 von Humphrey Brooke wiederentdeckt und 1972 unter dem Namen 'Sophie’s Perpetual' wieder auf den Markt gebracht.

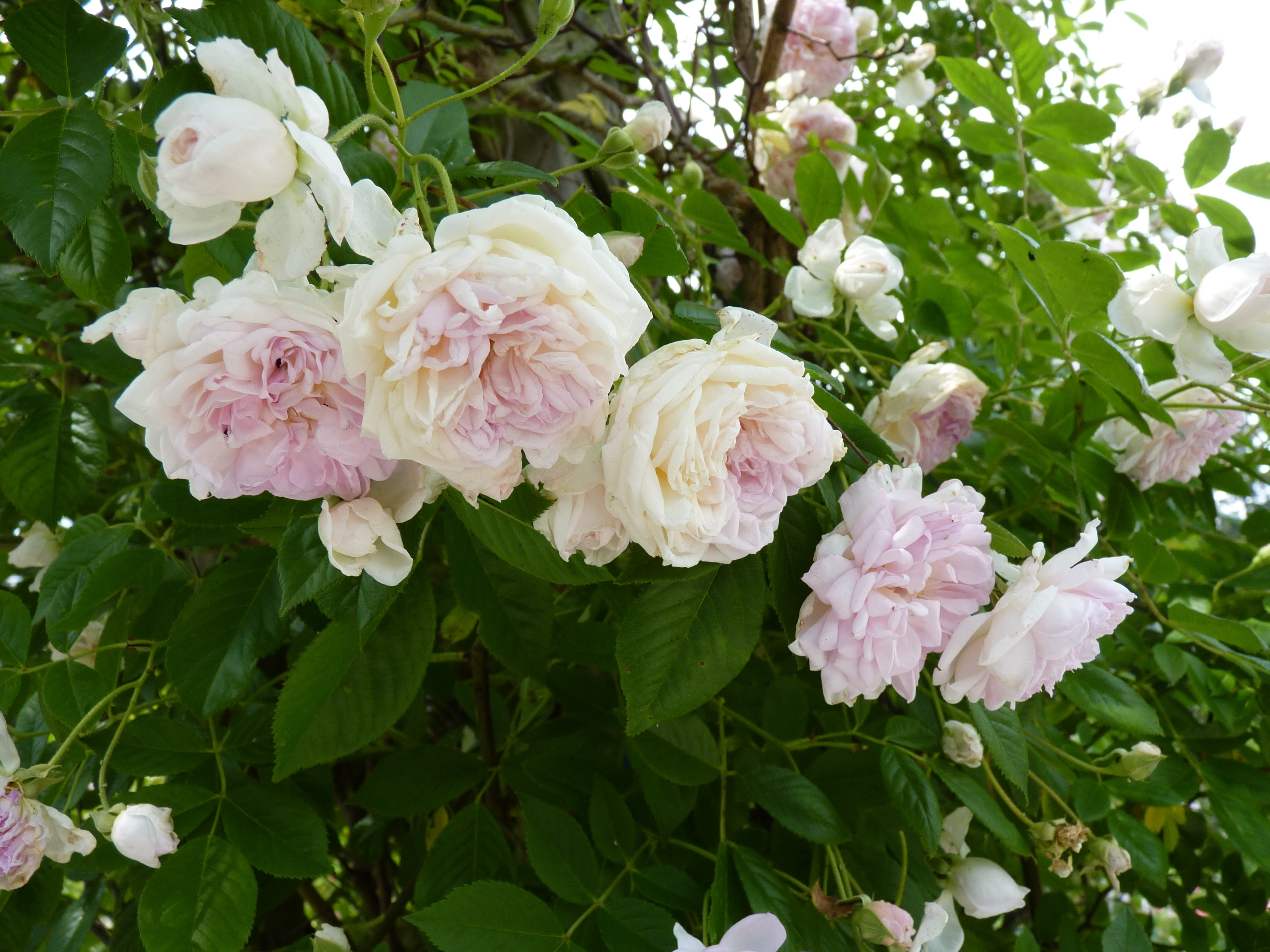
'Psyche', 1898

Zu seinem berühmten Onkel William scheint George kein besonders gutes Verhältnis gehabt zu haben, zumindest kam es 1874 zu einem öffentlich in der Zeitschrift The Gardeners’ Chronicle ausgetragenen Streit zwischen den beiden, nachdem William für die Gärten der Royal Botanic Society anstatt einiger perfekter Preisblüten (wie üblich) einfach die riesige Menge von 8000 Blütensträußen ausstellte und damit ein ungeheures Aufsehen provozierte. Dass der Gardener’s Chronicle William Paul in einem Leitartikel für sein Verhalten sogar lobte, war für George Paul offenbar zu viel: er schrieb einen offenen Brief und griff seinen Onkel wegen Sensationsmache und unlauterem Wettbewerbs an, worauf William nur mit geringschätziger Ironie konterte.
George Paul war verheiratet mit der aus Irland stammenden Mary Laing (1842–1925). Das Ehepaar hatte zehn Kinder, von denen zumindest George Laing Paul (1869–1961) offenbar zeitweise im väterlichen Unternehmen arbeitete. Die anderen Kinder waren Helen (1869–1948), Catherine (Februar 1871–August 1871), Henry (* und † August 1872), Mary (1875–1958), Ernest William (1876–1955), Percy Robert (1877–1961), Edith Jean (1879–1960), Gladys Ruth (1880–1959) und Winifred (1883–1960).

## Galerie: Rosen von George Paul

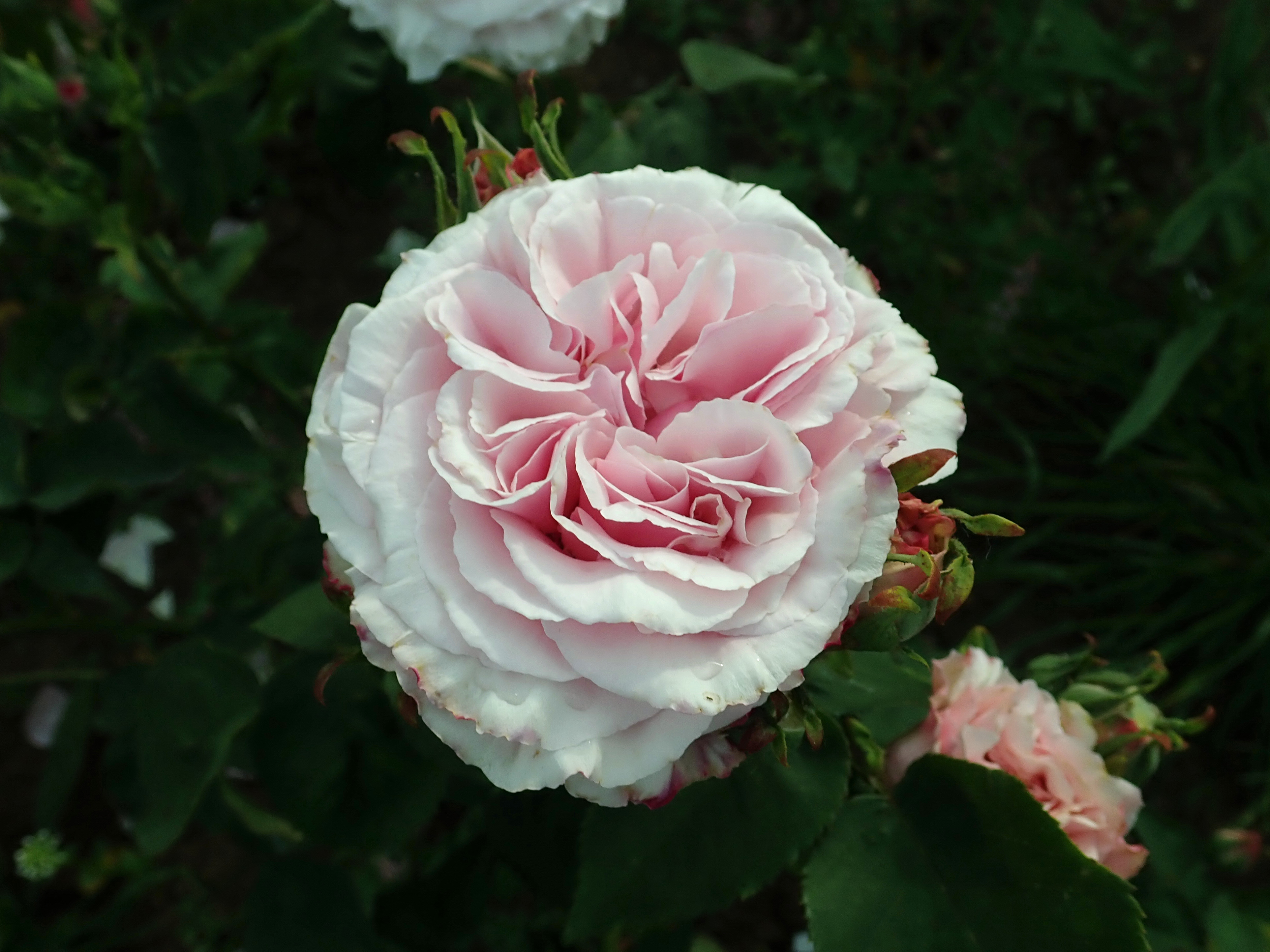
'Mrs. Paul', 1891
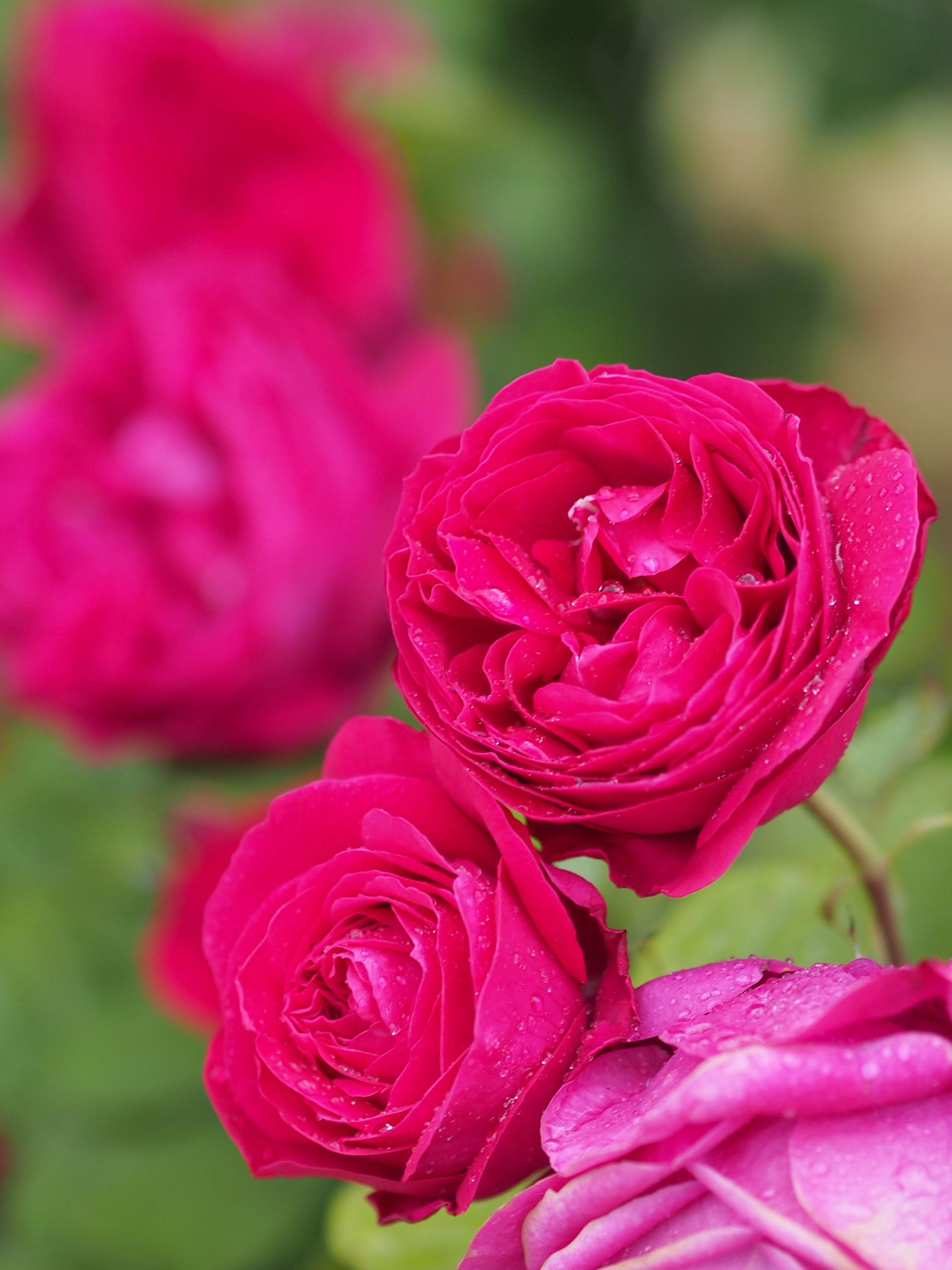
'Violet Queen', 1892
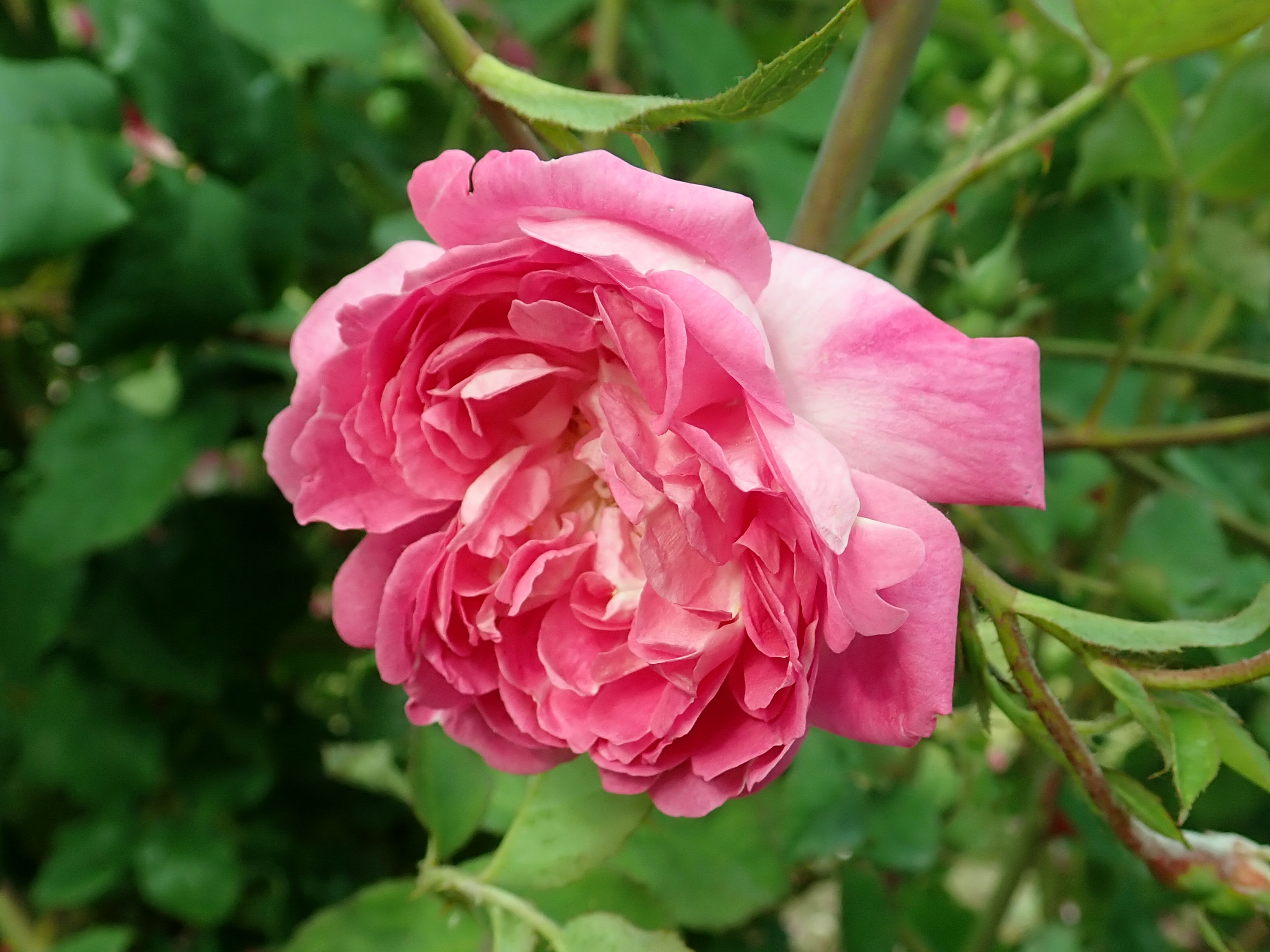
'J. B. M. Camm', 1900
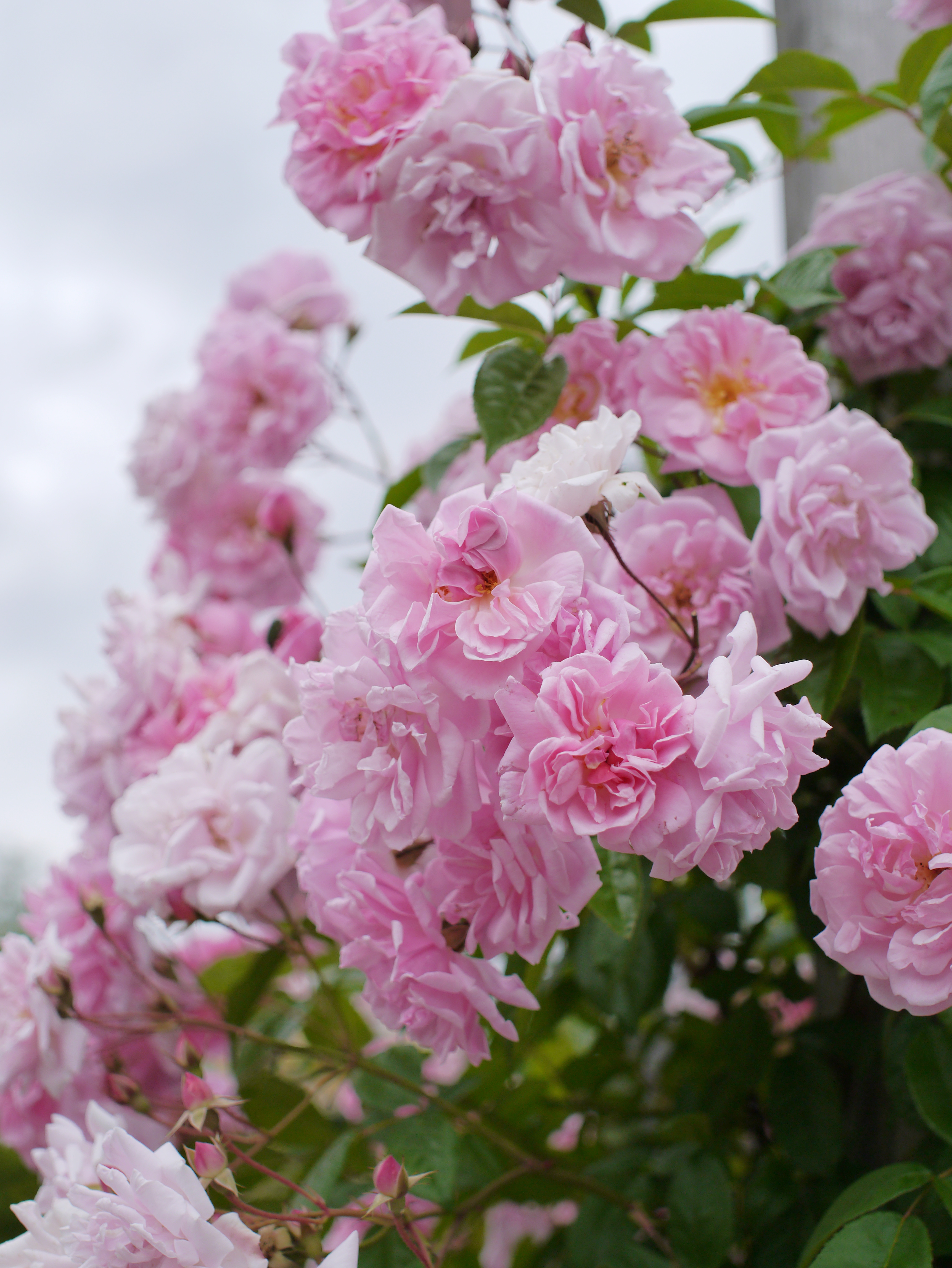
'Tea Rambler', 1902
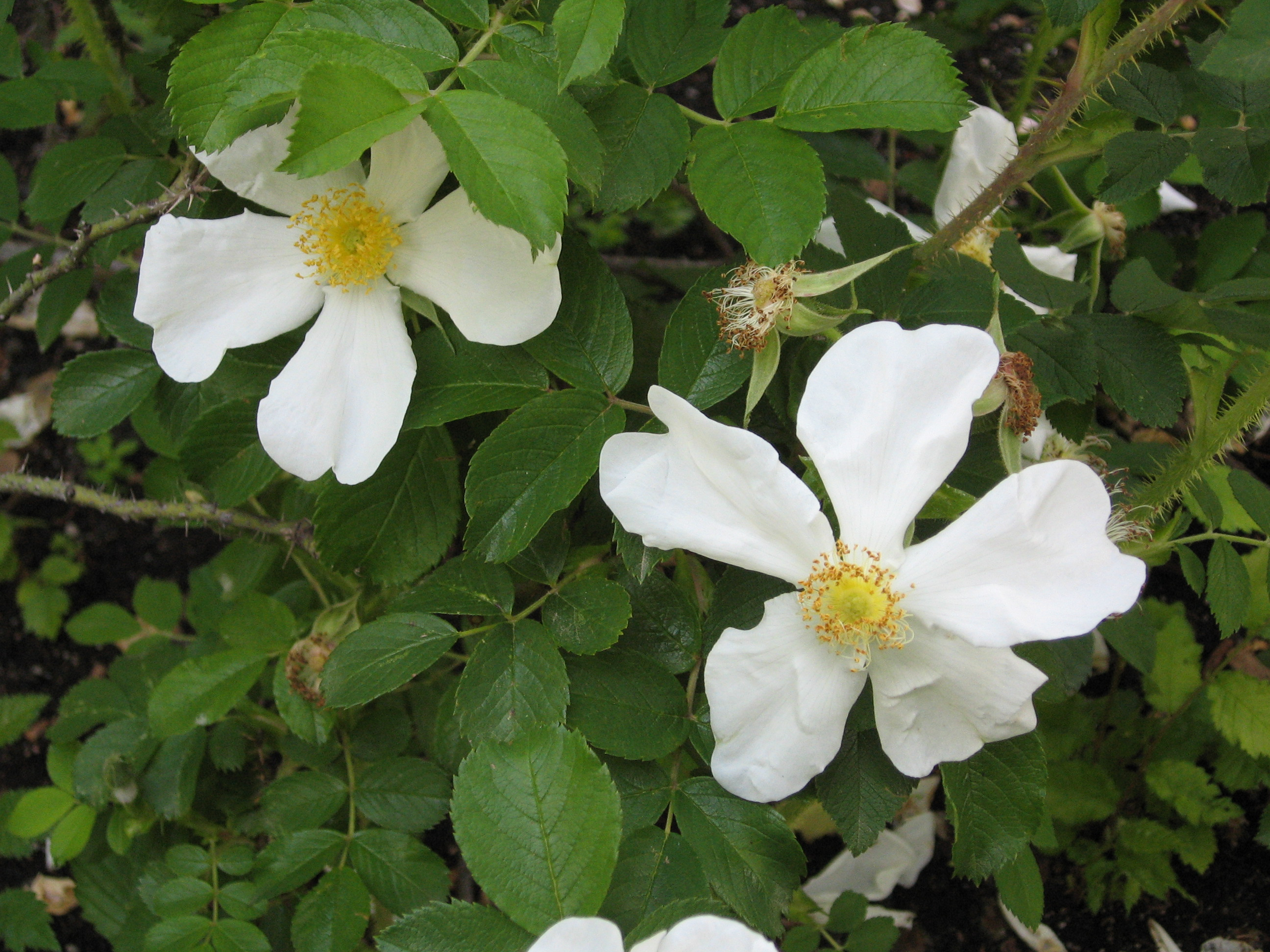
Rosa x paulii, 1903
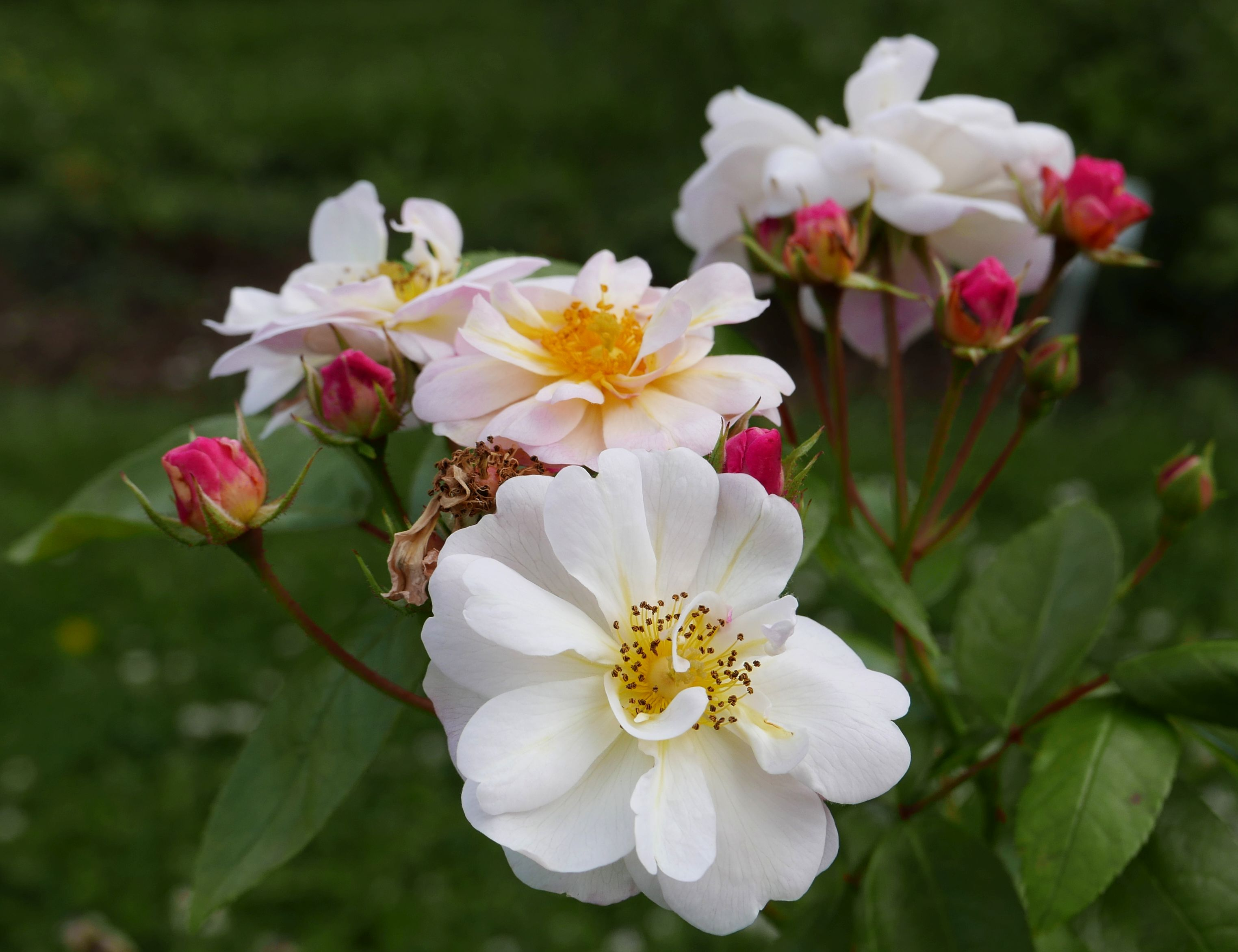
'Queen of the Musks', 1913
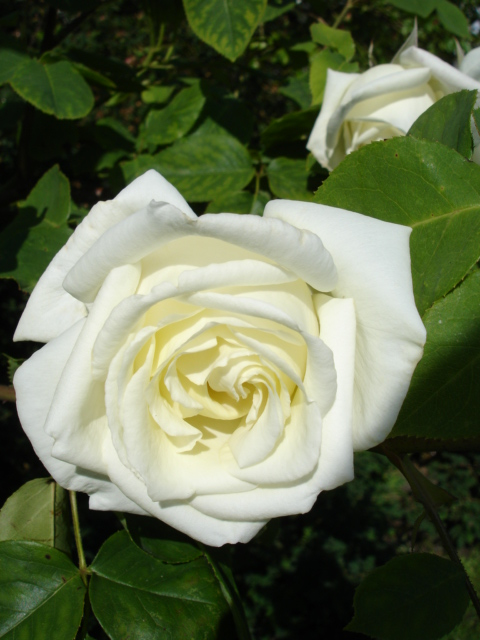
'Paul’s Lemon Pillar', 1915
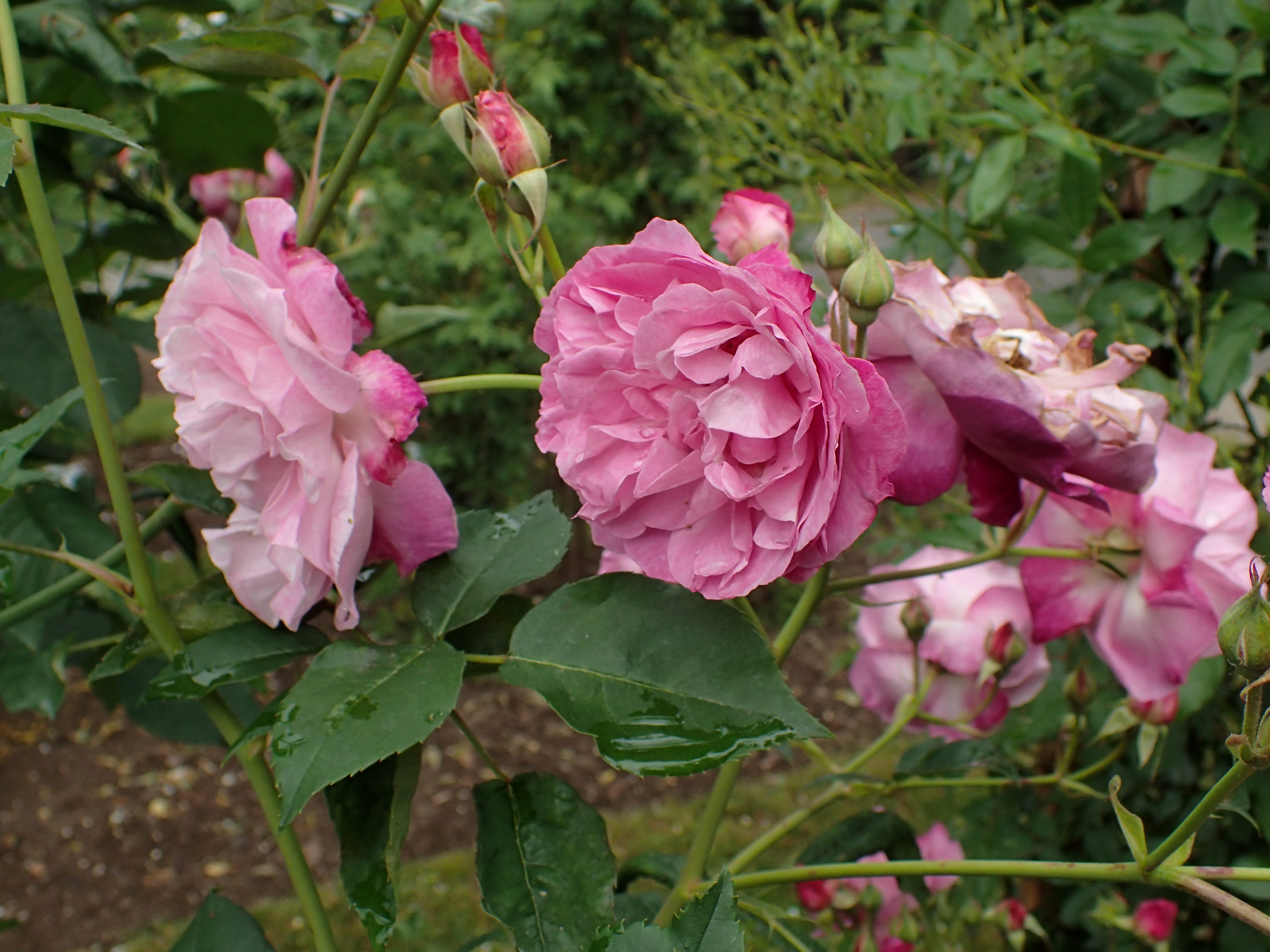
'Dresden China' (1921) auch bekannt als 'Sophie's Perpetual'